# Odd Thomas (film)
Odd Thomas är en amerikansk mysteriethrillerfilm från 2013 som är baserad på boken med samma namn, regisserad, skriven och co-producerad av Stephen Sommers. I huvudrollerna ser vi Anton Yelchin, Addison Timlin och Willem Dafoe.

## Rollista (i urval)
- Anton Yelchin – Odd Thomas
- Addison Timlin – Stormy Llewellyn
- Willem Dafoe – Wyatt Porter
- Patton Oswalt – Ozzie P. Boone
- Gugu Mbatha-Raw – Viola
- Nico Tortorella – Simon Varner
- Shuler Hensley – Fungus Bob
- Melissa Ordway – Lysette
- Arnold Vosloo – Tom Jedd